# Xavier Niodogo
 (avril 2024).
Xavier Niodogo est un ancien ambassadeur et diplomate burkinabé.
Du 28 mai 2003 à 2011, il a été ambassadeur extraordinaire et plénipotentiaire du Burkina Faso en Allemagne,,  avec accréditation simultanée auprès de la fédération de Russie et de l'Ukraine .